# Marijn de Koning
Johanna Marijtje (Marijn) de Koning (Brussel, 25 maart 1943 – Breukelen, 30 november 2021) was een Nederlands journaliste en politica. Ze was tussen 1994 en 1998 namens D66 lid van de Tweede Kamer der Staten-Generaal.

## Loopbaan
De Koning studeerde sociologie en rechten aan de Rijksuniversiteit Utrecht. Ze werd echter leerling bij het Utrechts Nieuwsblad, de journalistiek trok meer dan de rechten. Vanaf 1973 werkte ze in de verslaggeving bij Het Parool. Verslaggever Eef Brouwers bij de eerste Treinkaping bij Wijster in december 1975, inspireerde haar tot een baan bij de omroep. Van 1978 tot 1985 was ze in dienst bij het NOS Journaal, waar ze werkte bij de Haagse redactie. Ze was de eerste vrouwelijke verslaggever bij het NOS Journaal. Vanaf 1985 was ze werkzaam als zelfstandig communicatieadviseur. Ze leidde onder andere persconferenties van de stichting die in 1992 de Olympische Zomerspelen in Amsterdam wilde organiseren. Voor de AVRO presenteerde De Koning van september 1988 tot mei 1989 het politieke praatprogramma Op het Binnenhof.
In 1994 werd ze gekozen in de Tweede Kamer voor D66. Ze was woordvoerder media, defensie en economische zaken. In 1998 stelde ze zich beschikbaar voor een nieuwe termijn, maar ze kwam te laag op de lijst om te worden herkozen.
Na haar Kamerlidmaatschap begon ze een eigen mediationpraktijk in Baambrugge. Ze was lid van het Bestuur van de Max Geldens Stichting. Ze was tussen haar 23e en 33e jaar getrouwd met Jelle van der Zee, ook werkzaam bij het Utrechts Nieuwsblad. Marijn de Koning overleed in 2021 op 78-jarige leeftijd.
- Parlement.com: vg09llleenqd